# Mary Henrietta, Vương nữ Vương thất
Mary Henrietta của Anh hay Mary Henrietta, Vương nữ Vương thất (tiếng Anh: Mary Henrietta of England, Mary Henrietta, Princess Royal; 4 tháng 11 năm 1631 - 24 tháng 12 năm 1660), là một Vương nữ Vương thất và Vương phi của Thân vương quốc Oranje với tư cách là vợ của Thân vương Willem II. Bà là mẹ của William III của Anh, và từng là nhiếp chính cho con trai khi chồng bà qua đời sớm và William III còn quá nhỏ để tự trị.
Về sau, William III kết hôn với Vương nữ Mary của Anh, con gái lớn của người em trai của bà là Quốc vương James II của Anh. Trong lịch sử Anh, bà còn được biết đến là người đầu tiên có danh vị Vương nữ Vương thất, thường được Việt Nam dịch thành Công chúa Hoàng gia dù về mặt ý nghĩa chưa chính xác lắm.

## Tiểu sử

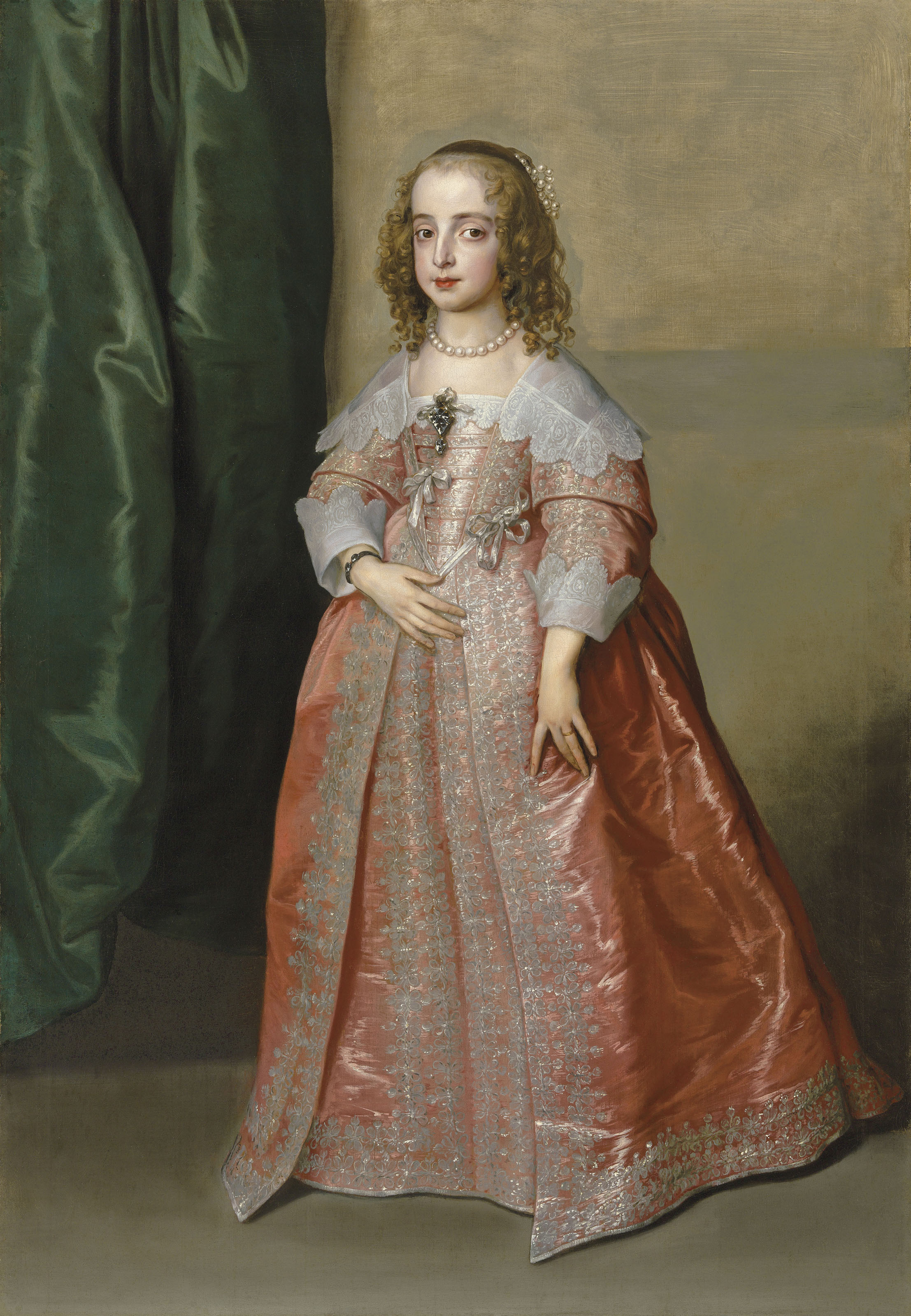
Mary Henrietta những năm 10 tuổi.

Mary Henrietta Stuart là con gái cả của Charles I của Anh và Vương hậu Henriette Marie - một vương nữ người Pháp, con gái của Henri IV của Pháp và Maria de' Medici. Bà được sinh ra ở Cung điện Thánh James tại London. Ngay khi sinh ra, Mary đã được làm lễ rửa tội ngay, vì cha mẹ bà sợ rằng con gái mình sẽ khó sống sót, do từ khi sinh ra Mary đã rất yếu. Buổi lễ được cử hành bởi Giám mục London là William Lod. Tên của bà, "Mary", là để vinh danh người bà cố của bà ngoại bà, Marie I xứ Bourgogne.
Và để đề cao đứa con gái này, Vương hậu Henriette Marie đã yêu cầu Vua Charles I phong bà làm Princess Royal, bắt chước danh hiệu Madame Royale của các con gái lớn của Quốc vương Pháp, vì Henriette Marie là người Pháp. Từ trước, các công chúa con gái Vua Anh, ngoại trừ là "con gái của Vua" thì cơ bản không khác lắm con gái quý tộc đương thời. Họ được gọi là ["Lady"] kèm theo tên thật, và đến khi gả chồng thì họ mang tước hiệu của chồng. Mãi vào thời điểm George I của Anh lên ngôi về sau, các vương nữ Anh bắt đầu được gọi ["Princess"] một cách chính thức và có nhã xưng Royal Highness mà Vương thất Anh vẫn dùng đến thời điểm hiện tại.
Những năm đầu đời, Mary Henrietta và anh chị em của mình cùng sống tại Cung điện Thánh James, Richmond hoặc Hampton Court, và bọn họ chịu sự giám sát bởi phó mẫu Jean Ker, Bà Bá tước xứ Roxburghe. Trong quá trình trưởng thành, Mary Henrietta được chú ý dần bởi nhan sắc rực rỡ nở rộ theo năm tháng, sự tinh tế trong cư xử và học vấn. Mẹ bà ban đầu muốn ngầm hướng bà theo Công giáo, nhưng điều này thất bại do sự can thiệp mạnh của cha bà.

## Hôn nhân
Ban đầu, Vua Charles I muốn hôn nhân của con gái mình hướng đến Tây Ban Nha và Thánh chế La Mã, khi lần lượt dự tuyển Balthasar Charles, Thân vương xứ Asturias, con trai của Quốc vương Felipe IV của Tây Ban Nha. Ngoài ra, một người anh em họ khác là Charles I Louis, Tuyển hầu tước Palatinate cũng là nhân tuyển phù hợp cho bà. Sau cùng, bà được lựa chọn đính ước với William, con trai của Frederick Henry, Thân vương xứ Orange, xuất thân từ Thân vương quốc Oranje, nay là nằm phía nam của Provence, Pháp. Ngoài ra, Thân vương xứ Orange còn nắm chức Thống đốc (Stadtholder) của Cộng hòa Hà Lan.
Năm 1640, tháng 1, lời cầu hôn từ Orange truyền đến. Mẹ chồng tương lai của bà, Amalia xứ Solms-Braunfels, khi trước từng là Thị tùng cho người cô của bà là Elizabeth Stuart, Vương hậu của Bohemia, và điều này có vai trò quan trọng giữa mối quan hệ mẹ chồng con dâu về sau của Mary Henrietta. Tuy nhiên, lúc này Vua Charles I vẫn muốn con gái mình kết hôn với vị Vua tương lai của Tây Ban Nha, nhưng điều này đòi hỏi bản thân Mary Henrietta phải đổi sang đạo Công giáo. Và dưới sự tác động tiêu cực từ mẹ mình, cũng như biết rõ sự hình thành và phát triển của đạo Công giáo, Mary Henrietta từ chối đổi đức tin của mình. Vào lúc ấy, trong nước Anh đang nhen nhóm một sự mâu thuẫn về chính trị, tôn giáo và luật lệ mà về sau dẫn đến Nội chiến Anh, và điều này khiến Vua Charles I phải nhìn nhận mối liên minh với Orange.

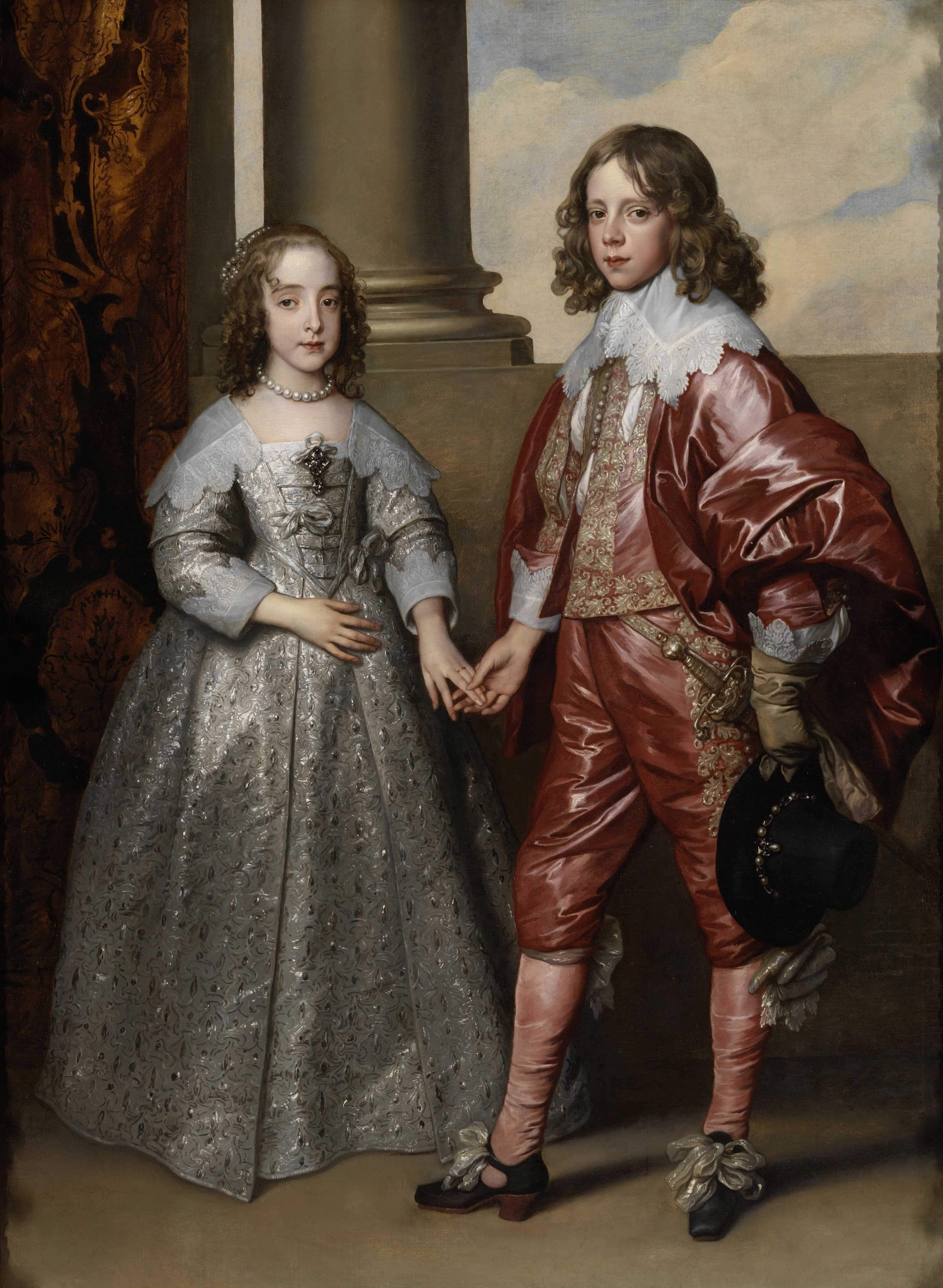
Mary Henrietta và chồng, William II của Orange, vào những năm đầu tiên.

Tháng 10 năm 1641, Vua Charles I cuối cùng cũng chấp thuận nghị hôn với Orange, và ông thông cáo Nghị viện Anh về quyết định này. Quyết định này của Charles I nhìn nhận dựa trên chính trường chính trị, trong tình thế nguy cấp, có thể thỏa thuận với Frederick Henry xứ Orange hỗ trợ quân đội vương triều Anh. Ngày 2 tháng 5 cùng năm, tại nhà thờ của Cung điện Whitehall, hôn lễ tráng lệ diễn ra giữa Mary Henrietta và William xứ Orange, với 120 khẩu pháo đã phát mừng rung chuyển London. Và cũng như lễ đăng quang trước đó, Henrietta Maria không thể tham dự lễ thành hôn của con gái vì buổi lễ được tổ chức theo kiểu Kháng Cách, bà chỉ có thể quan sát từ một khoảng cách xa, trong một căn phòng nhỏ được cách ly khá kín đáo. Cuộc hôn nhân chưa thực sự hoàn thiện (tức là động phòng) trong mấy năm, vì thời điểm này bà chỉ mới 9 tuổi. Trong mấy ngày sau, chú rể William cũng trở về Hà Lan, và theo thỏa thuận từ trước thì Mary Henrietta có thể ở lại Anh cho đến khi đủ 12 tuổi. Và cũng theo thỏa thuận, Mary Henrietta được chu cấp 1,500 livre mỗi năm, và trong trường hợp William có mệnh hệ nào, thì số tiền sẽ là 10,000 livre mỗi năm, cùng 2 tòa dinh thự riêng. Bên cạnh đó, điều khoản cũng đảm bảo Mary Henrietta và đoàn Thị tùng của mình sẽ giữ nguyên được tôn giáo Kháng Cách của mình, thứ tôn giáo không xuất hiện tại Orange.
Năm sau (1642), cuộc Nội chiến Anh bước vào giao đoạn căng thẳng, sau nhiều tháng trú tại Cung điện Hampton Court cùng gia đình, đến tháng 2, công chúa Mary Henrietta bị buộc phải đi cùng mẹ mình đến Hà Lan, hạm đội Hà Lan đã phái 15 con tàu đến rước bà và mẹ mình di chuyển, cùng đi còn có phó mẫu Lady Stanhope, người về sau trở thành bạn và tâm phúc của bà. Sau khi rời khỏi Anh, Mary Henrietta được cha mình chính thức sắc phong tước vị Princess Royal thỏa theo ý niệm của mẹ bà. Cuối năm 1643, tháng 11, một bữa lễ thứ hai diễn ra tại Den Haag, chúc mừng hôn nhân giữa Mary Henrietta và William. Lúc này bà đã 12 tuổi, song cả hai bên quyết định chỉ chính thức động phòng vào năm sau. Và từ năm 1644, tháng 2, với tư cách là con dâu của Thống đốc Frederick Henry, Mary Henrietta bắt đầu tham gia vào các sự kiện ngoại giao tại Hà Lan. Đây là một chuỗi hoạt động đầy trách nhiệm và căng thẳng nếu so với độ tuổi của bà, nhưng bà đã làm công chúng ngạc nhiên vì sự tự tin và khả năng của mình, tiếp đón sứ giả, tổ chức các buổi lễ, họp mặt, xã giao.
Từ tháng 3, Mary Henrietta đã có thể đứng chính trong các buổi lễ ngoại giao, đón tiếp sứ giả người Pháp đến liên minh với Hà Lan. Bà không có giao hảo lắm với mẹ chồng là Vương phi Amalia, thay vào đó bà thân thiết hơn với người cô, Thái hậu Elizabeth, người đang nhận án đày ải tại Den Haag. Khi nghe tin tình hình ở Anh, bà đã cố viết thư, gửi cho các thương nhân truyền đến tay cha bà, khuyên nhà Vua nên rời khỏi Anh mà đến Den Haag ngay khi có thể, song cha bà khước từ.

## Vương phi và vấn đề nhiếp chính

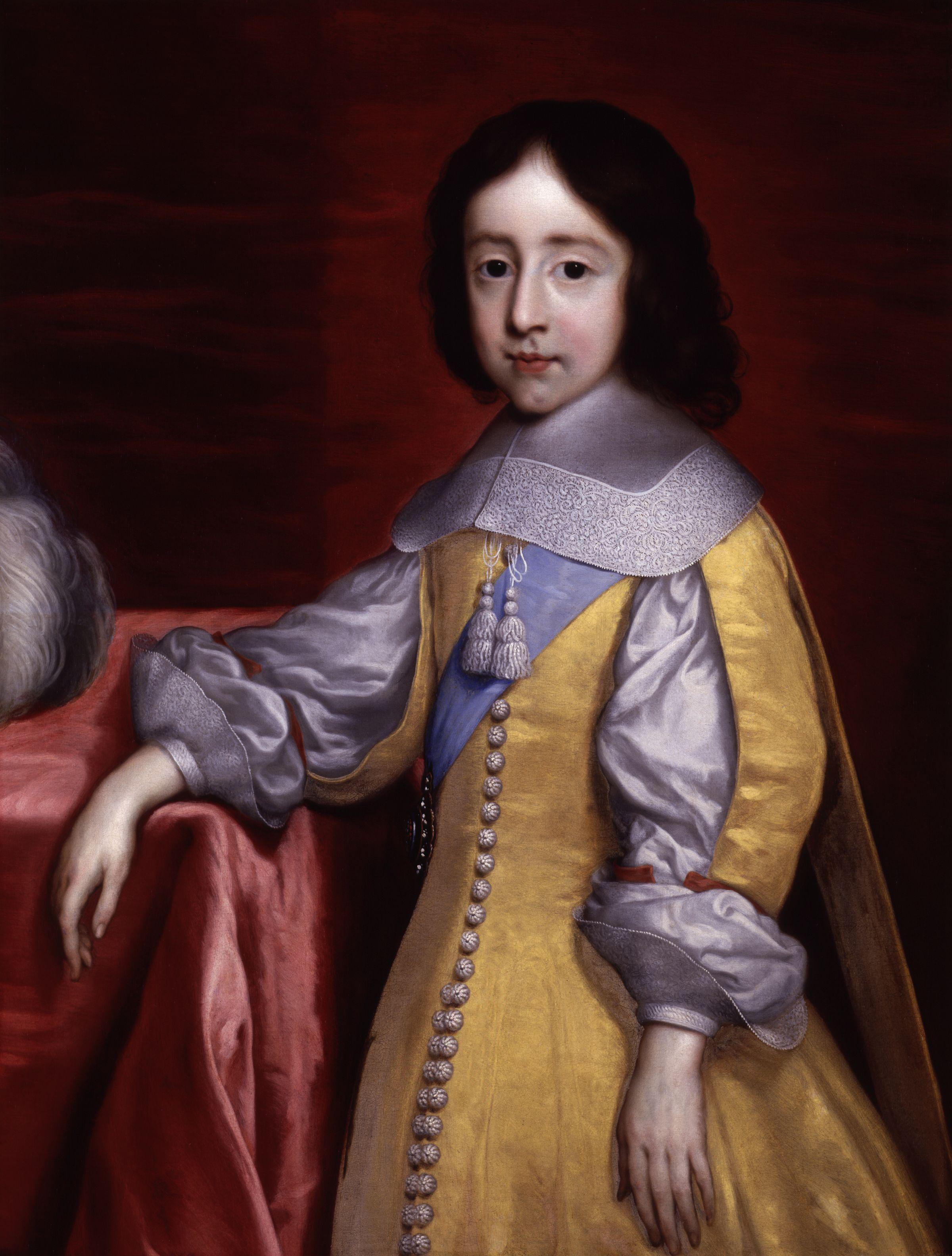
Con trai duy nhất của Mary Henrietta, William, khi còn nhỏ.

Năm 1647, ngày 14 tháng 3, cha chồng của Mary Henrietta là Frederick Henry qua đời. Ngày ông mất, Nghị viện Hà Lan đã triệu họp khẩn, tuyên bố con trai của Frederick Henry là William kế vị tước hiệu của cha mình, đồng thời là Thống chế Hà Lan tiếp theo và là Thống soái của quân đội. Chồng bà do đó kế nhiệm tước vị Thân vương Orange và Thống đốc Hà Lan, với quân hiệu William II.
Sang năm sau, liên tiếp chuỗi sự kiện tại Anh khiến hai anh em của bà phải đến Hà Lan, và năm 1649 thì Mary Henrietta nhận được tin cha bà, Vua Charles I, đã bị xử tử hình. Những năm tiếp theo đó, công việc chính của Mary Henrietta là giúp đỡ các quý tộc người Anh cư trú và an ổn tại Hà Lan, sau khi triều đình Anh đã bị giải thể và họ không còn nơi cư ngụ. và một trong những gia đình được cưu mang bởi bà là gia đình Hyde của Anne Hyde, người em dâu tương lai của bà khi Anne sẽ cưới người em trai, James II của Anh. Tình trạng hôn nhân của Mary Henrietta vào lúc đó không khả quang lắm. Vào mùa thu năm 1647, bà mang thai nhưng liền bị sẩy thai, và bà phải mất mấy năm mới có thể sẵng sàng hoài thai trở lại. Chỉ 3 năm sau, 1650, khoảng tháng 2, Mary Henrietta vừa hoài thai trở lại, thì tầm tháng 11 năm ấy, chồng bà là William II qua đời vì bệnh đậu mùa khi chỉ mới 20 tuổi, để lại góa phụ Mary Henrietta chỉ mới tròn 19 tuổi và đứa con trai 2 ngày tuổi, William. Tuy vậy, Thống chế Hà Lan và Thân vương của xứ Orange không phải là tước vị trực tiếp kế tục, nên tình trạng của mẹ con Mary Henrietta lúc này đi vào khó khăn do William còn quá nhỏ để thừa tước. Trở thành Thái phi xứ Orange khi chưa 20 tuổi, Mary Henrietta đứng trước nguy cơ phải chia sẻ sự bảo hộ cho con trai William còn bé với bà mẹ chồng, Thái phi Amalia cùng em chồng là Friedrich Wilhelm I xứ Brandenburg.
Cả hai người này đều muốn ảnh hưởng đến William hơn là Mary Henrietta, đơn cử như việc ban tên thánh là "William" đã hoàn toàn là ý của họ, còn bà vốn dĩ muốn cái tên "Charles" từ cha mình. Được đà lấn tới, cả hai còn muốn giành quyền giám hộ cho William. Tuy nhiên, vào ngày 15 tháng 8 năm 1651, Nghị viện thông qua tuyên cáo chính thức, khiến Mary Henrietta là người bảo hộ và trông nom duy nhất của William, trong khi đó thì bà nội Amalia cùng người chú Friedrich Wilhelm sẽ chia ra trông nom các lãnh địa mà nhà Orange thừa hưởng.
Về phương diện chính trị, Mary Henrietta không được lòng người Hà Lan vì bà quá chú trọng đến nhà mẹ đẻ của mình, nhà Stuart, hơn nữa lại là người theo Kháng Cách nước Anh, khác hẳn kiểu người Hà Lan đang ái mộ Oliver Cromwell - người đang thiết lập nền Cộng hòa tại Anh. Điều này khiến Mary Henrietta trở nên gay gắt với người Hà Lan, bà từ chối người Hà Lan làm cố vấn cho con trai bà và cũng xảy ra xung đột khi muốn tưởng niệm cha bà - điều mà chính quyền Hà Lan ngay lập tức cấm đoán. Và rồi khi Công sứ Cộng hòa Anh đến Hà Lan và được chấp nhập bởi các Liên bang Hà Lan, Mary Henrietta tức giận và chuyển sang sống trong Dinh thự Thống đốc tại Breda. Dẫu vậy, các phe cánh của bà đã khiến liên minh giữa Cộng hòa Anh và Hà Lan thất bại. Và rồi khi Nội chiến Anh xảy ra càng căng thẳng, Mary Henrietta bị cấm liên hệ với anh trai Charles II và em trai Công tước xứ York. Đối với Hà Lan, lúc này Mary Henrietta cùng gia đình không khác gì "những con rắn độc" của người Hà Lan tự do nói chung và lý tưởng của Oliver Cromwell nói riêng. Đến năm 1652, tình hình tại Hà Lan có thay đổi khi Hà Lan bước vào chiến tranh với Cộng hòa Anh, con trai của bà được chọn làm Thống đốc của Zealand và các tỉnh miền Bắc, nhưng bị thế lực của Witte de With ngăn cản William tiếp tục được bầu chọn tại Hà Lan, và điều này càng thêm nghiêm trọng khi Oliver Cromwell dựa vào các hiệp ước đã ký kết, cấm Hà Lan chọn người của nhà Orange trở thành Thống đốc.

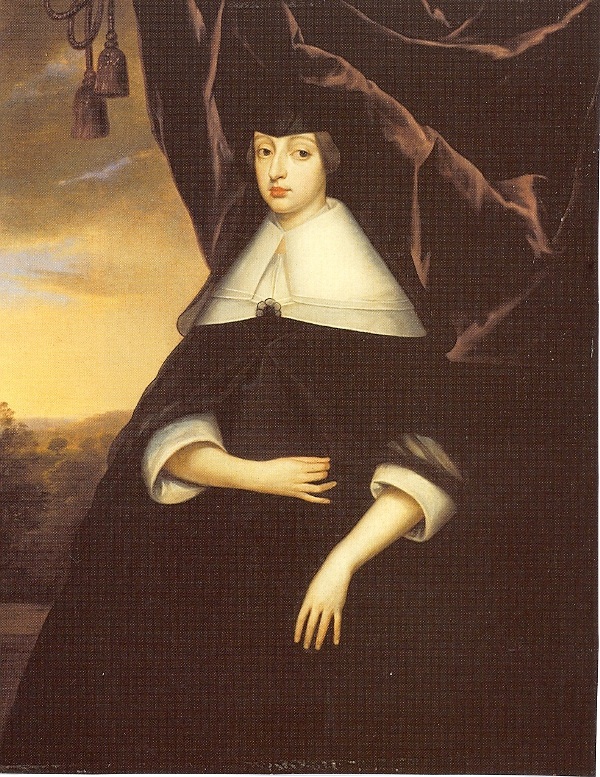
Thái phi Mary Henrietta.

Danh tiếng của bà càng nghiêm trọng khi có tin bà có quan hệ (hoặc bí mật kết hôn) với Henry Jermyn, Nam tước Dover thứ nhất - một thành viên trong đoàn Hộ quản của em trai bà. Dù lời đồn có vẻ không đúng sự thật, nhưng Vua Charles II đã rất xem trọng tin đồn này và cấm sự liên hệ giữa em gái và Henry Jermyn. Chịu áp lực vì lo lắng cho địa vị của William trong tương lai, sức khỏe của Mary Henrietta cũng suy giảm nghiêm trọng, và bà phải tìm giải khuây khi đến triều đình lưu vong Cologne của anh trai mình, Vua Charles II. Sang tháng 1 năm 1656, Mary Henrietta đến thăm mẹ và em gái Henrietta tại triều đình Pháp ở Paris, và bà được người anh họ Louis XIV của Pháp đón tiếp tất cả vinh dự mà tước vị của bà đáng thừa hưởng. Vào lúc này, vấn đề tái hôn của bà lại dấy lên. Nguyên khi còn ở Hà Lan, đã có nhiều nhà quý tộc đến diện kiến và đề nghị hôn nhân với vị Thái phi trẻ tuổi xứ Orange, trong đó có George Villiers, Công tước xứ Buckingham thứ 2. Sau đó, khi Mary Henrietta trú tại Paris, Công tước xứ Savoy, Tuyển hầu tước xứ Hanover và em trai George William đã lần lượt cầu hôn bà. Tiếp đến, Hồng y Jules Mazarin còn dành sự quan tâm đặc biệt cho bà, khiến bà càng trở thành đề tài bàn tán lúc bấy giờ. Tháng 11 năm 1656, bà rời khỏi Paris. Trên đường đi, bà còn ghé qua Bruges, ở lại trong vòng 2 tháng nữa bên cạnh anh trai Vua Charles II, rồi mới trở về Den Haag.
Ngay khi về Den Haag, Mary Henrietta phát hiện mẹ chồng bà, Thái phi Amalia, đã âm thầm sắp xếp thảo luận hôn sự giữa con gái của bà ta là Henrietta cho anh trai của bà là Charles II, và theo ghi nhận đương thời, Mary Henrietta gần như điên tiết. Bên cạnh đó, Thái phi Amalia còn định can thiệp vào việc bổ nhiệm vị trí nhiếp chính cho William, khi Nghị viện đã có ý định chỉ định Mary Henrietta, và tận dụng những họ hàng gốc Pháp của mình, Mary Henrietta cuối cùng đã đánh trả lại đòn gây hấn của mẹ chồng.
Năm 1659, Mary Henrietta bắt đầu gửi con trai William đến học tại trường Đại học Leiden, và sang tháng 5 năm sau (1660), Nghị viện đã thông báo về cuộc Trung hưng quân chủ Anh và sự lên ngôi của anh trai bà, Vua Charles II. Ngay lập tức, Mary Henrietta đến Den Haag dự lễ chúc mừng anh trai mình, và cũng từ đó địa vị của bà ngày càng cao tại Hà Lan và Orange, bởi vì Mary Henrietta đã có nước Anh chống lưng, hơn nữa con trai bà là William đã dự vào hàng thừa kế thứ 5 trong danh sách dự tuyển trữ quân (từ thời nhà Tudor, hậu duệ của Vương tử và Vương nữ nước Anh đều có quyền thừa kế, trong đó hậu duệ nữ thấp hơn hậu duệ nam). Chính vì sự xóa sổ của nền Cộng hòa Anh, hiệp ước mà Oliver Cromwell quy định khi trước cũng tự nhiên "không còn giá trị", Mary Henrietta lúc này lại bắt tay mẹ chồng mình đòi quyền thừa kế chức vị Thống đốc Hà Lan cho William. Và ban đầu, những đòi hỏi này của bà vẫn bị phản đối do William còn quá nhỏ.

## Trở về Anh và qua đời
Thế rồi đến ngày 30 tháng 9 năm 1660, Mary Henrietta trở về Anh sau hơn 10 năm xa cách, nơi mà bà nhận được sự đón chào kịch liệt. Trước khi đến được London, bà phát hiện Vua Charles II đã chấp nhận hôn nhân giữa em trai bà, James, Công tước xứ York với Anne Hyde - người từng là Thị tùng cho bà. Bên cạnh đó, Anne Hyde vì là em dâu với Mary Henrietta, nên địa vị đã có thể bằng vai bằng vế, và điều này khiến bà cảm thấy không được vui. Kế hoạch đến London của bà ngay lúc đó tạm hoãn, sự hứng thú thăm quê nhà của bà đã giảm. Khi đến London, bà chủ ý trú tại Nhà nguyện Whitehall, nơi mà bà nhận hầu hết sự chào đón và quan tâm nhiệt liệt của công chúng Anh cũng như Nghị viện Anh. Tại đây, ngày 7 tháng 11, bà cũng nhận yêu cầu phải trả số hồi môn được hứa trước khi cưới, và anh trai bà là Vua Charles II đã phải ủy nhiệm người để giải quyết.
Ngày 20 tháng 12 cùng năm ấy, triều đình Anh khuấy động khi nghe tin Thái phi xứ Orange, Mary Henrietta, đã mắc bệnh đậu mùa và trong thời gian nguy kịch. Mẹ của bà, Henriette Marie đã đến bên giường bệnh của con gái, cố gắng khuyên nhủ con gái cải theo Công giáo, nhưng bà đã nhất quyết từ chối. Sau đó, Henriette Marie khăng khăng các bác sĩ Pháp đã trị bệnh cho con gái mình không đúng cách. Đến ngày 24 tháng 12, Mary Henrietta kết di chúc và chết ngay sau đó, thọ 29 tuổi. Trong di chúc, bà yêu cầu được chôn bên cạnh em trai, Henry Gloucester, người cũng chết vì đậu mùa vào tháng 9 cùng năm. Bà được an táng trong Tu viện Westminster.
Trong di chúc của mình, Mary Henrietta cũng nhờ anh trai Charles II chăm sóc cho đứa con trai chỉ mới 10 tuổi của mình, William, lúc này đã được bà nội là Thái phi Amalia bảo hộ. Năm 1672, William, sau nhiều năm chạm trán với chính quyền Cộng hòa Hà Lan, cuối cùng đã tuyên cáo được quyền sở hữu chức tước từ ông và cha mình để lại. Sau đó 5 năm, William cưới em họ, Mary Stuart, con gái của James II và Anne Hyde. Và cuối cùng vào năm 1688, với sự giúp đỡ của người Kháng cách Anh, William lật đổ cha chồng trong Cách mạng Vinh quang, rồi sau đó đã cùng vợ mình là Mary trở thành Đồng quân vương của Anh, Scotland và Ireland.

## Hình ảnh

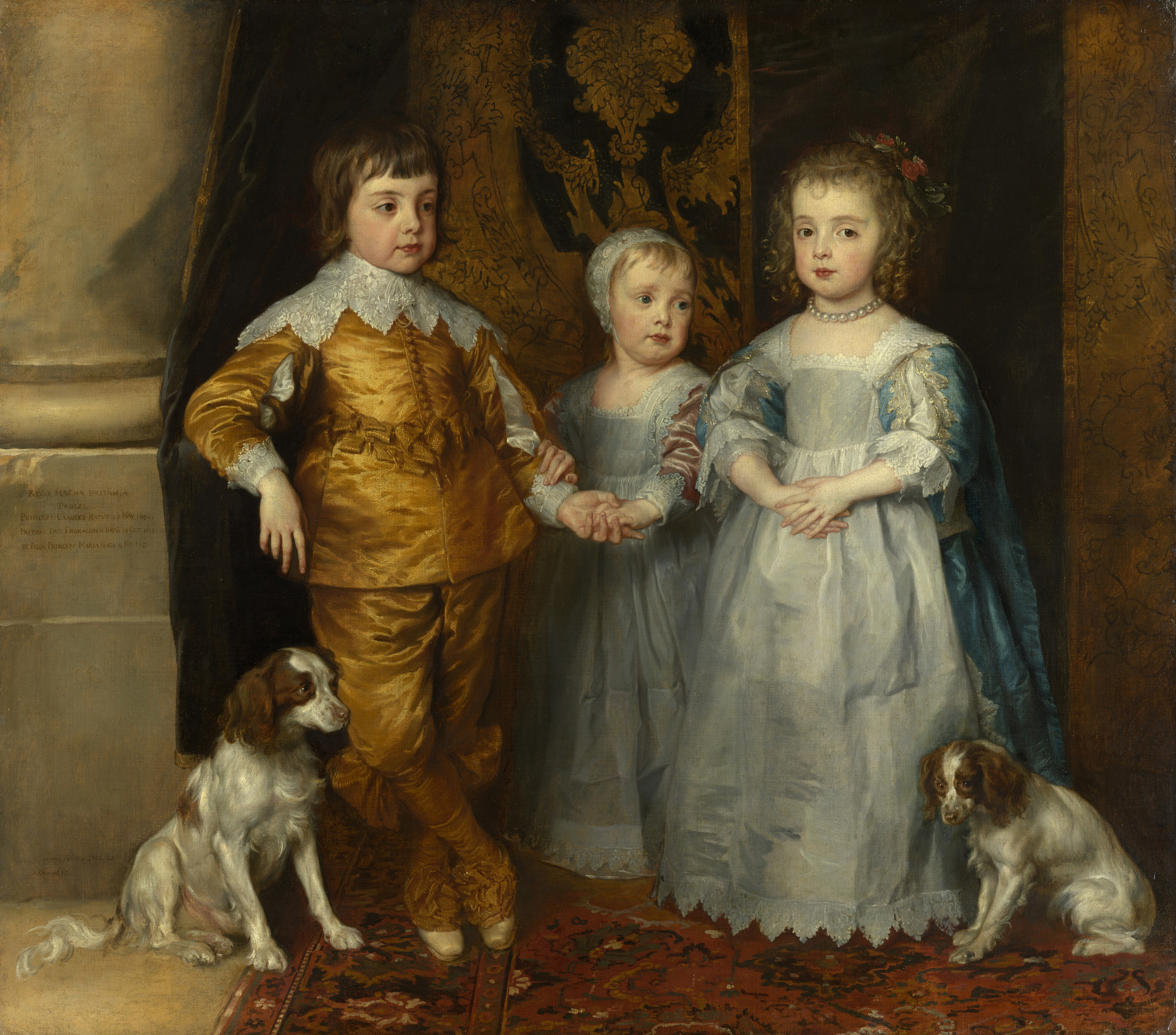
Charles I, James II và Vương nữ Mary khi còn nhỏ
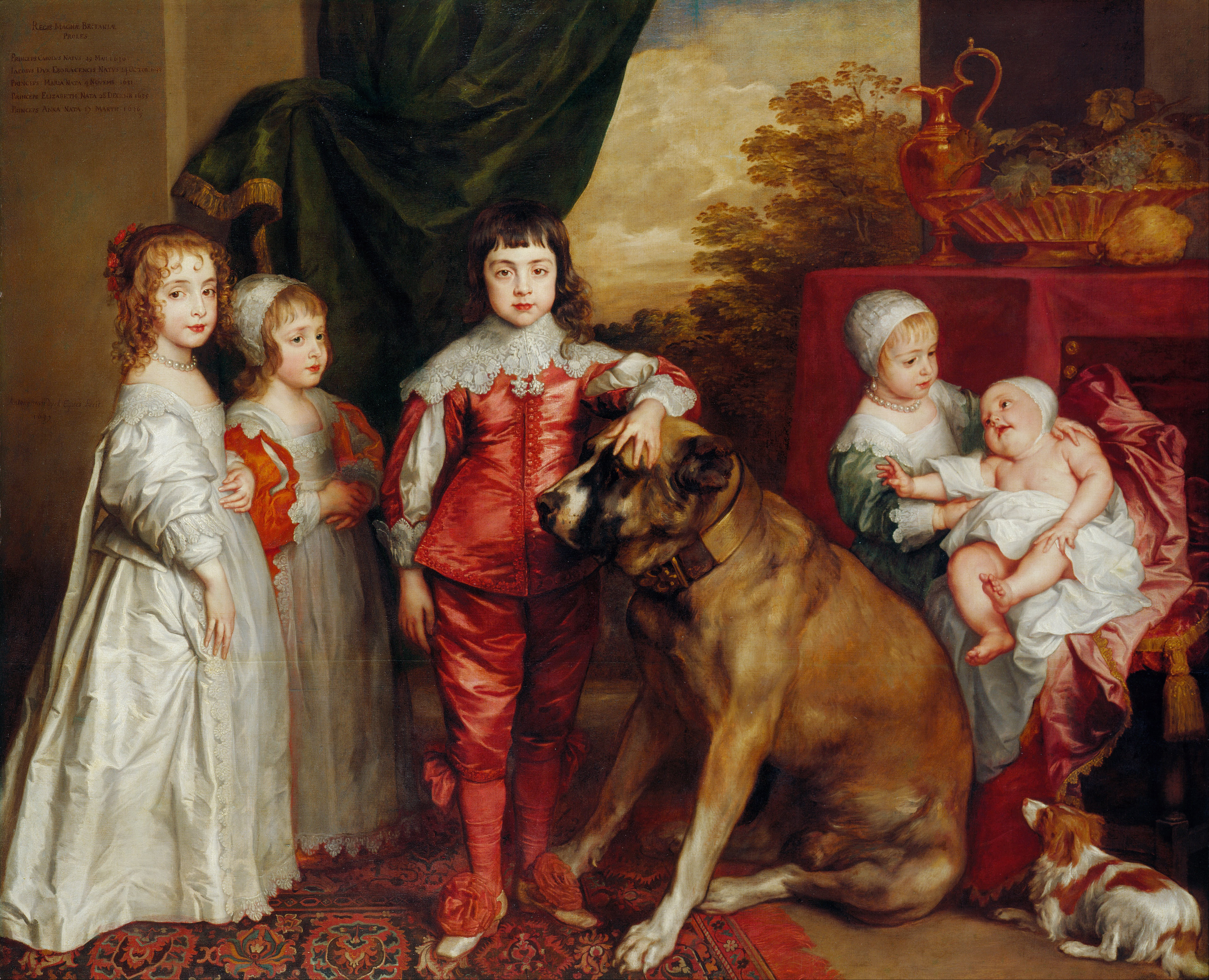
"Năm đứa con lớn của Charles I", Mary Henrietta ngoài cùng bên trái
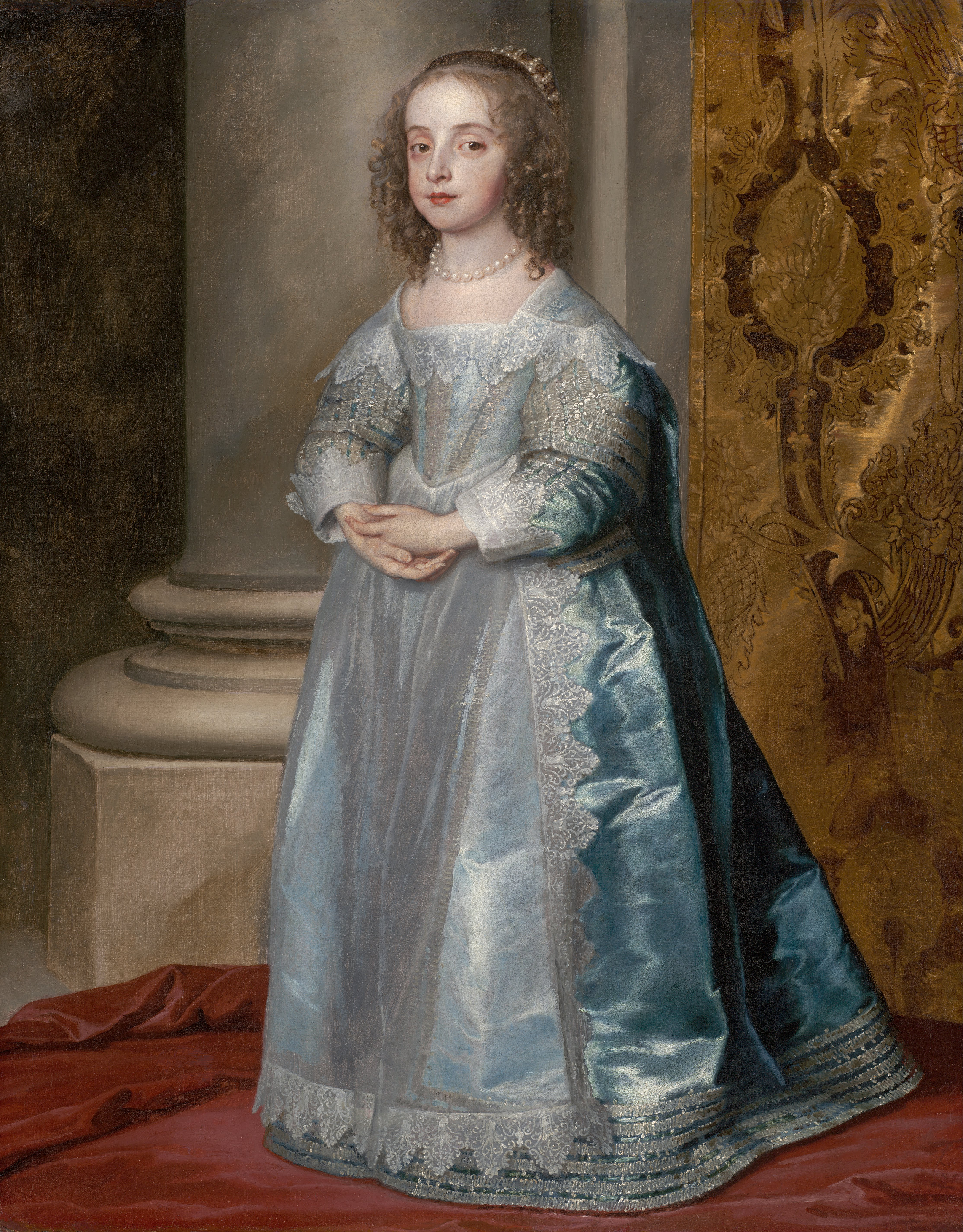
Vương nữ Mary Henrietta vào khoảng năm 1637
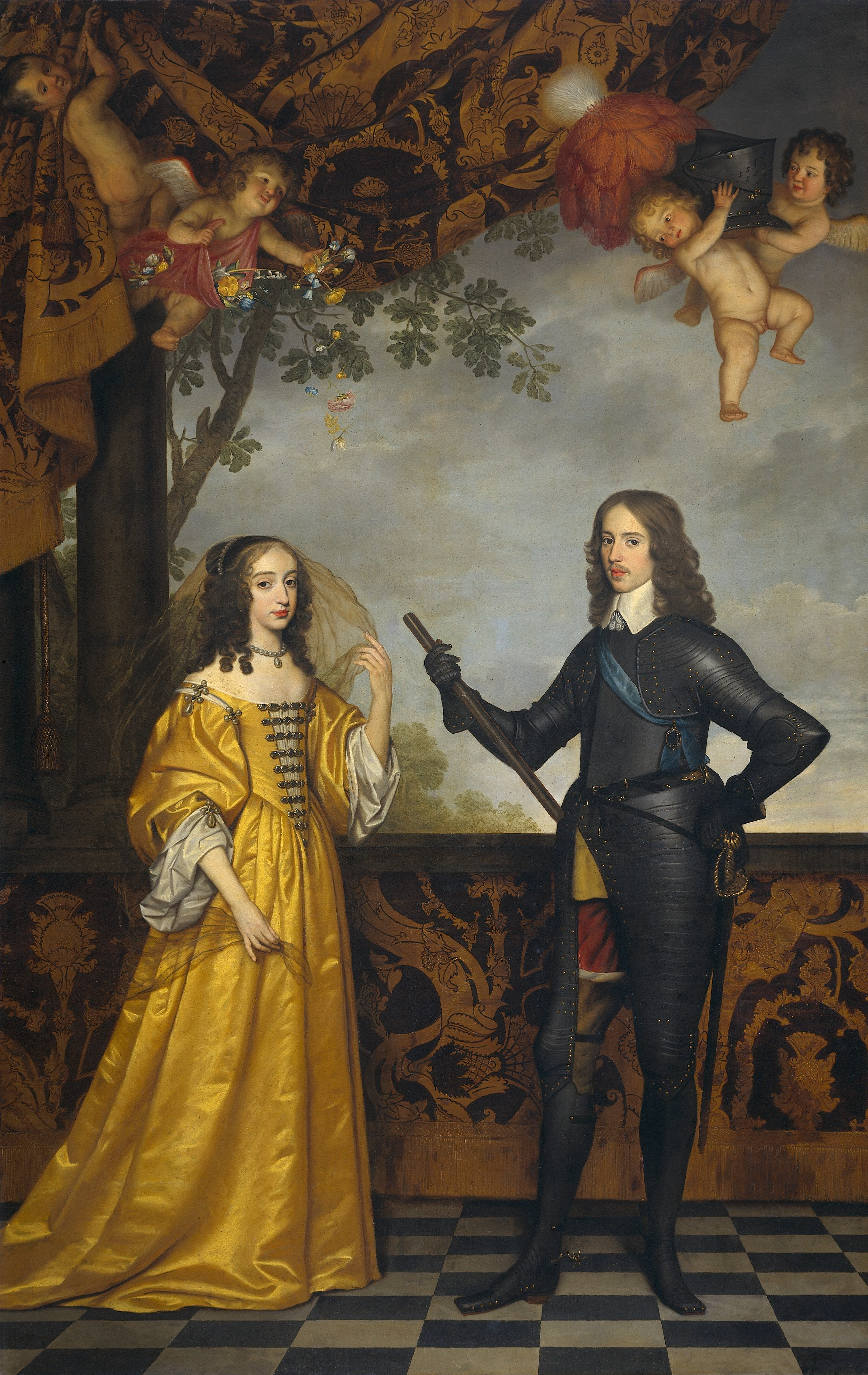
Hai vợ chồng Thân vương và Thân vương phi xứ Oranje, khoảng năm 1647
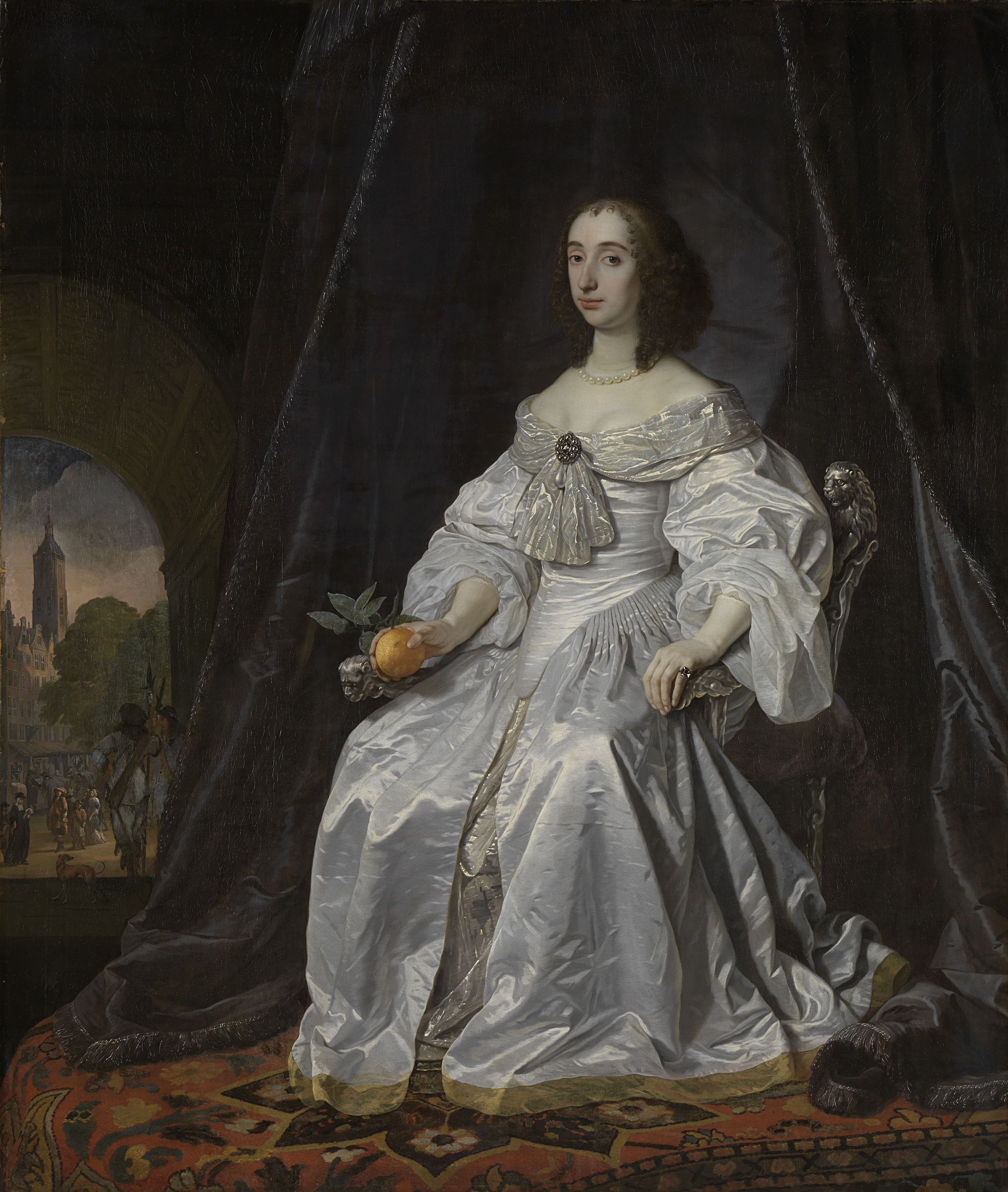
Thân vương thái phi Mary, khoảng năm 1652

## Gia phả
| \| \| \| \| \| \| \| \| \| \| \| \| \| \| \| \| \| \| \| \| 16. Matthew Stewart, Bá tước thứ 4 xứ Lennox \| \| \| \| \| \| \| \| \| \| \| \| \| \| \| \| \| \| \| \| \| \| \| \| \| \| \| \| \| \| \| \| \| \| \| \| \| \| \| \| \| \| \| \| \| \| \| \| \| \| \| \| \| \| 8. Henry Stuart, Công tước xứ Albany[16] \| \| \| \| \| \| \| \| \| \| \| \| \| \| \| \| \| \| \| \| \| \| \| \| \| \| \| \| \| \| \| \| \| \| \| \| \| \| \| \| \| \| \| \| \| \| \| \| \| \| \| \| \| \| 17. Margaret Douglas \| \| \| \| \| \| \| \| \| \| \| \| \| \| \| \| \| \| \| \| \| \| \| \| \| \| \| \| \| \| \| \| \| \| \| \| \| \| \| \| \| \| \| \| \| \| \| \| \| \| \| \| \| \| 4. James I của Anh \| \| \| \| \| \| \| \| \| \| \| \| \| \| \| \| \| \| \| \| \| \| \| \| \| \| \| \| \| \| \| \| \| \| \| \| \| \| \| \| \| \| \| \| \| \| \| \| \| \| \| \| \| \| 18. James V của Scotland \| \| \| \| \| \| \| \| \| \| \| \| \| \| \| \| \| \| \| \| \| \| \| \| \| \| \| \| \| \| \| \| \| \| \| \| \| \| \| \| \| \| \| \| \| \| \| \| \| \| \| \| \| \| 9. Mary I của Scotland[16] \| \| \| \| \| \| \| \| \| \| \| \| \| \| \| \| \| \| \| \| \| \| \| \| \| \| \| \| \| \| \| \| \| \| \| \| \| \| \| \| \| \| \| \| \| \| \| \| \| \| \| \| \| \| 19. Marie xứ Guise \| \| \| \| \| \| \| \| \| \| \| \| \| \| \| \| \| \| \| \| \| \| \| \| \| \| \| \| \| \| \| \| \| \| \| \| \| \| \| \| \| \| \| \| \| \| \| \| \| \| \| \| \| \| 2. Charles I của Anh \| \| \| \| \| \| \| \| \| \| \| \| \| \| \| \| \| \| \| \| \| \| \| \| \| \| \| \| \| \| \| \| \| \| \| \| \| \| \| \| \| \| \| \| \| \| \| \| \| \| \| \| \| \| 20. Christian III của Đan Mạch \| \| \| \| \| \| \| \| \| \| \| \| \| \| \| \| \| \| \| \| \| \| \| \| \| \| \| \| \| \| \| \| \| \| \| \| \| \| \| \| \| \| \| \| \| \| \| \| \| \| \| \| \| \| 10. Frederik II của Đan Mạch[17] \| \| \| \| \| \| \| \| \| \| \| \| \| \| \| \| \| \| \| \| \| \| \| \| \| \| \| \| \| \| \| \| \| \| \| \| \| \| \| \| \| \| \| \| \| \| \| \| \| \| \| \| \| \| 21. Dorothea xứ Sachsen-Lauenburg \| \| \| \| \| \| \| \| \| \| \| \| \| \| \| \| \| \| \| \| \| \| \| \| \| \| \| \| \| \| \| \| \| \| \| \| \| \| \| \| \| \| \| \| \| \| \| \| \| \| \| \| \| \| 5. Anna của Đan Mạch \| \| \| \| \| \| \| \| \| \| \| \| \| \| \| \| \| \| \| \| \| \| \| \| \| \| \| \| \| \| \| \| \| \| \| \| \| \| \| \| \| \| \| \| \| \| \| \| \| \| \| \| \| \| 22. Ulrich I xứ Mecklenburg \| \| \| \| \| \| \| \| \| \| \| \| \| \| \| \| \| \| \| \| \| \| \| \| \| \| \| \| \| \| \| \| \| \| \| \| \| \| \| \| \| \| \| \| \| \| \| \| \| \| \| \| \| \| 11. Sophie xứ Mecklenburg-Güstrow[17] \| \| \| \| \| \| \| \| \| \| \| \| \| \| \| \| \| \| \| \| \| \| \| \| \| \| \| \| \| \| \| \| \| \| \| \| \| \| \| \| \| \| \| \| \| \| \| \| \| \| \| \| \| \| 23. Elisabeth của Đan Mạch \| \| \| \| \| \| \| \| \| \| \| \| \| \| \| \| \| \| \| \| \| \| \| \| \| \| \| \| \| \| \| \| \| \| \| \| \| \| \| \| \| \| \| \| \| \| \| \| \| \| \| \| \| \| 1. Mary Henrietta của Anh \| \| \| \| \| \| \| \| \| \| \| \| \| \| \| \| \| \| \| \| \| \| \| \| \| \| \| \| \| \| \| \| \| \| \| \| \| \| \| \| \| \| \| \| \| \| \| \| \| \| \| \| \| \| 24. Enrique II của Navarra \| \| \| \| \| \| \| \| \| \| \| \| \| \| \| \| \| \| \| \| \| \| \| \| \| \| \| \| \| \| \| \| \| \| \| \| \| \| \| \| \| \| \| \| \| \| \| \| \| \| \| \| \| \| 12. Juana III của Navarra[18] \| \| \| \| \| \| \| \| \| \| \| \| \| \| \| \| \| \| \| \| \| \| \| \| \| \| \| \| \| \| \| \| \| \| \| \| \| \| \| \| \| \| \| \| \| \| \| \| \| \| \| \| \| \| 25. Marguerite xứ Angoulême \| \| \| \| \| \| \| \| \| \| \| \| \| \| \| \| \| \| \| \| \| \| \| \| \| \| \| \| \| \| \| \| \| \| \| \| \| \| \| \| \| \| \| \| \| \| \| \| \| \| \| \| \| \| 6. Henri IV của Pháp \| \| \| \| \| \| \| \| \| \| \| \| \| \| \| \| \| \| \| \| \| \| \| \| \| \| \| \| \| \| \| \| \| \| \| \| \| \| \| \| \| \| \| \| \| \| \| \| \| \| \| \| \| \| 26. Charles IV xứ Vendôme \| \| \| \| \| \| \| \| \| \| \| \| \| \| \| \| \| \| \| \| \| \| \| \| \| \| \| \| \| \| \| \| \| \| \| \| \| \| \| \| \| \| \| \| \| \| \| \| \| \| \| \| \| \| 13. Antoine I của Navarra[18] \| \| \| \| \| \| \| \| \| \| \| \| \| \| \| \| \| \| \| \| \| \| \| \| \| \| \| \| \| \| \| \| \| \| \| \| \| \| \| \| \| \| \| \| \| \| \| \| \| \| \| \| \| \| 27. Françoise xứ Alençon \| \| \| \| \| \| \| \| \| \| \| \| \| \| \| \| \| \| \| \| \| \| \| \| \| \| \| \| \| \| \| \| \| \| \| \| \| \| \| \| \| \| \| \| \| \| \| \| \| \| \| \| \| \| 3. Henriette Marie của Pháp \| \| \| \| \| \| \| \| \| \| \| \| \| \| \| \| \| \| \| \| \| \| \| \| \| \| \| \| \| \| \| \| \| \| \| \| \| \| \| \| \| \| \| \| \| \| \| \| \| \| \| \| \| \| 28. Cosimo I de' Medici \| \| \| \| \| \| \| \| \| \| \| \| \| \| \| \| \| \| \| \| \| \| \| \| \| \| \| \| \| \| \| \| \| \| \| \| \| \| \| \| \| \| \| \| \| \| \| \| \| \| \| \| \| \| 14. Francesco I de' Medici[18] \| \| \| \| \| \| \| \| \| \| \| \| \| \| \| \| \| \| \| \| \| \| \| \| \| \| \| \| \| \| \| \| \| \| \| \| \| \| \| \| \| \| \| \| \| \| \| \| \| \| \| \| \| \| 29. Leonor Álvarez de Toledo y Osorio \| \| \| \| \| \| \| \| \| \| \| \| \| \| \| \| \| \| \| \| \| \| \| \| \| \| \| \| \| \| \| \| \| \| \| \| \| \| \| \| \| \| \| \| \| \| \| \| \| \| \| \| \| \| 7. Maria de' Medici \| \| \| \| \| \| \| \| \| \| \| \| \| \| \| \| \| \| \| \| \| \| \| \| \| \| \| \| \| \| \| \| \| \| \| \| \| \| \| \| \| \| \| \| \| \| \| \| \| \| \| \| \| \| 30. Ferdinand I của Thánh chế La Mã \| \| \| \| \| \| \| \| \| \| \| \| \| \| \| \| \| \| \| \| \| \| \| \| \| \| \| \| \| \| \| \| \| \| \| \| \| \| \| \| \| \| \| \| \| \| \| \| \| \| \| \| \| \| 15. Johanna của Áo[18] \| \| \| \| \| \| \| \| \| \| \| \| \| \| \| \| \| \| \| \| \| \| \| \| \| \| \| \| \| \| \| \| \| \| \| \| \| \| \| \| \| \| \| \| \| \| \| \| \| \| \| \| \| \| 31. Anna của Bohemia và Hungary \| \| \| \| \| \| \| \| \| \| \| \| \| \| \| \| \| \| \| \| \| \| \| \| \| \| \| \| \| \| \| \| \| \| \| \| \| \| \| \| \| \| \| \| \| \| \| \| \| \| \| \| |                                              |  |  |  |  |  |  |  |  |  |  |  |  |  |  |  |
| |                                              |  |  |  |  |  |  |  |  |  |  |  |  |  |  |  |
| | 16. Matthew Stewart, Bá tước thứ 4 xứ Lennox |  |  |  |  |  |  |  |  |  |  |  |  |  |  |  |
| |                                              |  |  |  |  |  |  |  |  |  |  |  |  |  |  |  |
| |                                              |  |  |  |  |  |  |  |  |  |  |  |  |  |  |  |
| | 8. Henry Stuart, Công tước xứ Albany         |  |  |  |  |  |  |  |  |  |  |  |  |  |  |  |
| |                                              |  |  |  |  |  |  |  |  |  |  |  |  |  |  |  |
| |                                              |  |  |  |  |  |  |  |  |  |  |  |  |  |  |  |
| | 17. Margaret Douglas                         |  |  |  |  |  |  |  |  |  |  |  |  |  |  |  |
| |                                              |  |  |  |  |  |  |  |  |  |  |  |  |  |  |  |
| |                                              |  |  |  |  |  |  |  |  |  |  |  |  |  |  |  |
| | 4. James I của Anh                           |  |  |  |  |  |  |  |  |  |  |  |  |  |  |  |
| |                                              |  |  |  |  |  |  |  |  |  |  |  |  |  |  |  |
| |                                              |  |  |  |  |  |  |  |  |  |  |  |  |  |  |  |
| | 18. James V của Scotland                     |  |  |  |  |  |  |  |  |  |  |  |  |  |  |  |
| |                                              |  |  |  |  |  |  |  |  |  |  |  |  |  |  |  |
| |                                              |  |  |  |  |  |  |  |  |  |  |  |  |  |  |  |
| | 9. Mary I của Scotland                       |  |  |  |  |  |  |  |  |  |  |  |  |  |  |  |
| |                                              |  |  |  |  |  |  |  |  |  |  |  |  |  |  |  |
| |                                              |  |  |  |  |  |  |  |  |  |  |  |  |  |  |  |
| | 19. Marie xứ Guise                           |  |  |  |  |  |  |  |  |  |  |  |  |  |  |  |
| |                                              |  |  |  |  |  |  |  |  |  |  |  |  |  |  |  |
| |                                              |  |  |  |  |  |  |  |  |  |  |  |  |  |  |  |
| | 2. Charles I của Anh                         |  |  |  |  |  |  |  |  |  |  |  |  |  |  |  |
| |                                              |  |  |  |  |  |  |  |  |  |  |  |  |  |  |  |
| |                                              |  |  |  |  |  |  |  |  |  |  |  |  |  |  |  |
| | 20. Christian III của Đan Mạch               |  |  |  |  |  |  |  |  |  |  |  |  |  |  |  |
| |                                              |  |  |  |  |  |  |  |  |  |  |  |  |  |  |  |
| |                                              |  |  |  |  |  |  |  |  |  |  |  |  |  |  |  |
| | 10. Frederik II của Đan Mạch                 |  |  |  |  |  |  |  |  |  |  |  |  |  |  |  |
| |                                              |  |  |  |  |  |  |  |  |  |  |  |  |  |  |  |
| |                                              |  |  |  |  |  |  |  |  |  |  |  |  |  |  |  |
| | 21. Dorothea xứ Sachsen-Lauenburg            |  |  |  |  |  |  |  |  |  |  |  |  |  |  |  |
| |                                              |  |  |  |  |  |  |  |  |  |  |  |  |  |  |  |
| |                                              |  |  |  |  |  |  |  |  |  |  |  |  |  |  |  |
| | 5. Anna của Đan Mạch                         |  |  |  |  |  |  |  |  |  |  |  |  |  |  |  |
| |                                              |  |  |  |  |  |  |  |  |  |  |  |  |  |  |  |
| |                                              |  |  |  |  |  |  |  |  |  |  |  |  |  |  |  |
| | 22. Ulrich I xứ Mecklenburg                  |  |  |  |  |  |  |  |  |  |  |  |  |  |  |  |
| |                                              |  |  |  |  |  |  |  |  |  |  |  |  |  |  |  |
| |                                              |  |  |  |  |  |  |  |  |  |  |  |  |  |  |  |
| | 11. Sophie xứ Mecklenburg-Güstrow            |  |  |  |  |  |  |  |  |  |  |  |  |  |  |  |
| |                                              |  |  |  |  |  |  |  |  |  |  |  |  |  |  |  |
| |                                              |  |  |  |  |  |  |  |  |  |  |  |  |  |  |  |
| | 23. Elisabeth của Đan Mạch                   |  |  |  |  |  |  |  |  |  |  |  |  |  |  |  |
| |                                              |  |  |  |  |  |  |  |  |  |  |  |  |  |  |  |
| |                                              |  |  |  |  |  |  |  |  |  |  |  |  |  |  |  |
| | 1. Mary Henrietta của Anh                    |  |  |  |  |  |  |  |  |  |  |  |  |  |  |  |
| |                                              |  |  |  |  |  |  |  |  |  |  |  |  |  |  |  |
| |                                              |  |  |  |  |  |  |  |  |  |  |  |  |  |  |  |
| | 24. Enrique II của Navarra                   |  |  |  |  |  |  |  |  |  |  |  |  |  |  |  |
| |                                              |  |  |  |  |  |  |  |  |  |  |  |  |  |  |  |
| |                                              |  |  |  |  |  |  |  |  |  |  |  |  |  |  |  |
| | 12. Juana III của Navarra                    |  |  |  |  |  |  |  |  |  |  |  |  |  |  |  |
| |                                              |  |  |  |  |  |  |  |  |  |  |  |  |  |  |  |
| |                                              |  |  |  |  |  |  |  |  |  |  |  |  |  |  |  |
| | 25. Marguerite xứ Angoulême                  |  |  |  |  |  |  |  |  |  |  |  |  |  |  |  |
| |                                              |  |  |  |  |  |  |  |  |  |  |  |  |  |  |  |
| |                                              |  |  |  |  |  |  |  |  |  |  |  |  |  |  |  |
| | 6. Henri IV của Pháp                         |  |  |  |  |  |  |  |  |  |  |  |  |  |  |  |
| |                                              |  |  |  |  |  |  |  |  |  |  |  |  |  |  |  |
| |                                              |  |  |  |  |  |  |  |  |  |  |  |  |  |  |  |
| | 26. Charles IV xứ Vendôme                    |  |  |  |  |  |  |  |  |  |  |  |  |  |  |  |
| |                                              |  |  |  |  |  |  |  |  |  |  |  |  |  |  |  |
| |                                              |  |  |  |  |  |  |  |  |  |  |  |  |  |  |  |
| | 13. Antoine I của Navarra                    |  |  |  |  |  |  |  |  |  |  |  |  |  |  |  |
| |                                              |  |  |  |  |  |  |  |  |  |  |  |  |  |  |  |
| |                                              |  |  |  |  |  |  |  |  |  |  |  |  |  |  |  |
| | 27. Françoise xứ Alençon                     |  |  |  |  |  |  |  |  |  |  |  |  |  |  |  |
| |                                              |  |  |  |  |  |  |  |  |  |  |  |  |  |  |  |
| |                                              |  |  |  |  |  |  |  |  |  |  |  |  |  |  |  |
| | 3. Henriette Marie của Pháp                  |  |  |  |  |  |  |  |  |  |  |  |  |  |  |  |
| |                                              |  |  |  |  |  |  |  |  |  |  |  |  |  |  |  |
| |                                              |  |  |  |  |  |  |  |  |  |  |  |  |  |  |  |
| | 28. Cosimo I de' Medici                      |  |  |  |  |  |  |  |  |  |  |  |  |  |  |  |
| |                                              |  |  |  |  |  |  |  |  |  |  |  |  |  |  |  |
| |                                              |  |  |  |  |  |  |  |  |  |  |  |  |  |  |  |
| | 14. Francesco I de' Medici                   |  |  |  |  |  |  |  |  |  |  |  |  |  |  |  |
| |                                              |  |  |  |  |  |  |  |  |  |  |  |  |  |  |  |
| |                                              |  |  |  |  |  |  |  |  |  |  |  |  |  |  |  |
| | 29. Leonor Álvarez de Toledo y Osorio        |  |  |  |  |  |  |  |  |  |  |  |  |  |  |  |
| |                                              |  |  |  |  |  |  |  |  |  |  |  |  |  |  |  |
| |                                              |  |  |  |  |  |  |  |  |  |  |  |  |  |  |  |
| | 7. Maria de' Medici                          |  |  |  |  |  |  |  |  |  |  |  |  |  |  |  |
| |                                              |  |  |  |  |  |  |  |  |  |  |  |  |  |  |  |
| |                                              |  |  |  |  |  |  |  |  |  |  |  |  |  |  |  |
| | 30. Ferdinand I của Thánh chế La Mã          |  |  |  |  |  |  |  |  |  |  |  |  |  |  |  |
| |                                              |  |  |  |  |  |  |  |  |  |  |  |  |  |  |  |
| |                                              |  |  |  |  |  |  |  |  |  |  |  |  |  |  |  |
| | 15. Johanna của Áo                           |  |  |  |  |  |  |  |  |  |  |  |  |  |  |  |
| |                                              |  |  |  |  |  |  |  |  |  |  |  |  |  |  |  |
| |                                              |  |  |  |  |  |  |  |  |  |  |  |  |  |  |  |
| | 31. Anna của Bohemia và Hungary              |  |  |  |  |  |  |  |  |  |  |  |  |  |  |  |
| |                                              |  |  |  |  |  |  |  |  |  |  |  |  |  |  |  |
| |                                              |  |  |  |  |  |  |  |  |  |  |  |  |  |  |  |